# Autostrada międzystanowa nr 405 (Kalifornia)
Autostrada międzystanowa nr 405 (ang. Interstate 405, I-405) – amerykańska autostrada międzystanowa o długości 72,15 mil (116,11 km) znajdująca się całkowicie w Kalifornii, będąca drogą pomocniczą autostrady międzystanowej nr 5. Omija od zachodu najbardziej zurbanizowaną część aglomeracji Los Angeles. Zaczyna się w mieście Irvine, a kończy w Sylmarze, osiedlu Los Angeles. Oficjalnie znana jako San Diego Freeway.

## Główne miasta
- Irvine
- Costa Mesa
- Long Beach
- Torrance
- Los Angeles